# Слобода (Вілейський район, Іжська сільська рада)
Слобода (біл. вёска Слабада) — село в складі Вілейського району Мінської області, Білорусь. Село підпорядковане Іжовській сільській раді, розташоване в північній частині області.

## Історія
У 1921–1945 роках село знаходилось у Польщі, у Вільнюськім воєводстві, Вілейського повіту, у гміні Ілля, з 1932 у гміні Войстом.

## Населення
- 1866 рік — 563 людини, 52 будинків[1]
- 1921 рік — 518 людини, 94 будинків[2].
- 1931 рік — 546 людини, 100 будинків[3].